# Désirée Artôt
Désirée Artôt, nascuda Marguerite-Joséphine-Désirée Montagney Artôt (París, 21 de juliol de 1835 - 3 de maig de 1907) fou una cantant belga.
Malgrat que nascuda a París sempre va conservar la nacionalitat belga. Debutà donant alguns concerts a Brussel·les i més tard entrà en l'Òpera de París, per recomanació de Giacomo Meyerbeer, i on debutà com la Fides del Profeta, però malgrat l'èxit assolit, no va poder aclimatar-se.
Passà a Itàlia per estudiar cant amb Lamperti i, l'idioma l'italià anant després a Berlín, i per espai de cinc anys canta el repertori alemany i italià amb gran èxit.
El 1869 es casà amb el baríton espanyol Mariano Padilla i Ramos (1836-1906), que també cantava l'òpera italiana. D'aquest matrimoni nasqué una filla Lola Artôt de Padilla que també cantaria òpera.